# Johanna van Brabant

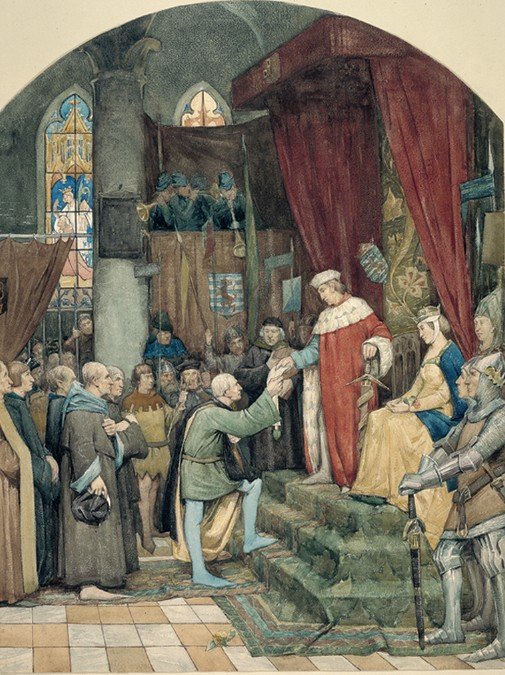
Johanna op de Blijde Inkomst van 1356 (Antoon Derkinderen, 1884)

Johanna (?, 24 juni 1322 — Brussel, 1 december 1406) was hertogin van Brabant en Limburg van 1355 tot aan haar dood. Zij was de oudste dochter van Jan III van Brabant, en was tweemaal gehuwd. In 1336 huwde zij met Willem IV, graaf van Holland, Zeeland en Henegouwen, aan wie zij reeds van bij haar geboorte uitgehuwelijkt was. Na het overlijden (1345) van haar eerste gemaal hertrouwde zij in 1354 met Wenceslaus I van Luxemburg.
Omdat haar vader bij zijn overlijden in 1355 geen mannelijke erfgenamen meer achterliet, kwamen zijn drie dochters in aanmerking, elk met een ambitieuze echtgenoot. Het in 1204 aan Hendrik I verleende charter liet opvolging in vrouwelijke lijn toe, maar voorzag niet in eerstgeboorterecht. De inwoners van Brabant, Limburg en de Landen van Overmaas zagen de integriteit van hun land in gevaar komen en schaarden zich eendrachtig achter de oudste dochter Johanna, wier echtgenoot Wenceslaus een halfbroer was van keizer Karel IV. Wel legden ze het echtpaar een zware eisenbundel voor, die na zware onderhandelingen werd aanvaard. Deze Blijde Inkomst werd een ijkpunt van het Brabants constitutionalisme. Zo werd onder andere vastgesteld dat alleen Brabanders hoge bestuursposten mochten bekleden en voerde men het instemmingsrecht in, onder meer inzake oorlogspolitiek. 
De erfopvolging werd echter betwist door haar zwagers Lodewijk van Male, graaf van Vlaanderen, en Reinoud III van Gelre, hertog van Gelre, wat leidde tot de Brabantse Successieoorlog. Lodewijk bezette Brussel en Leuven, waarna deze steden hem pragmatisch als hertog erkenden. Daarna won Wenceslaus veel terrein terug en uiteindelijk werd de 'familieruzie' in 1357 bijgelegd met de Vrede van Aat, waarin Brabant het markgraafschap Antwerpen en de heerlijkheid Mechelen verloor aan de Vlaamse graaf. Door de eedbreuk van de steden verloor de Blijde Inkomst ook haar rechtsgeldigheid.
De financiële nasleep van de Successieoorlog lokte ontevredenheid en beroering uit in de steden, vooral te Leuven. Een Brabantse nederlaag tegen Gulik te Baesweiler op 22 augustus 1371, waarbij haar echtgenoot Wenceslaus werd gevangengenomen, gooide nog meer olie op het vuur en veroorzaakte nieuwe binnenlandse moeilijkheden. Toen Wenceslaus tot overmaat van ramp in 1383 overleed, helde Johanna meer en meer over naar haar neef Filips de Stoute, hertog van Bourgondië.
In de Slag bij Niftrik (30 juli 1388) wisten driehonderd Gelderse ruiters, versterkt met vierhonderd haastig bewapende burgers van Nijmegen, een Brabants invasieleger van 10.000 man te verslaan.
Naar het einde van haar lange regeerperiode was Johanna niet meer volledig bij haar verstand. Filips de Stoute liet in 1390 zijn vrouw Margaretha van Male (dochter van Johanna's jongere zus) als haar erfgenaam erkennen, en slaagde er in 1404 in om hun tweede zoon Anton van Bourgondië als ruwaard in Brabant te doen aanvaarden.
In 1399 verleende Johanna Oss stadsrechten.
Johanna stierf in 1406 en werd begraven in de Karmelietenkerk van Brussel, waar Filips de Goede in 1458 een grafmonument voor haar liet plaatsen (een werk van Jean Delemer, Jacob van Gerines en Rogier van der Weyden dat teloorging in de bombardementen van 1695).

## Voorouders
| Voorouders van Johanna van Brabant | Voorouders van Johanna van Brabant                                         | Voorouders van Johanna van Brabant                                         | Voorouders van Johanna van Brabant                                         | Voorouders van Johanna van Brabant                                         | Voorouders van Johanna van Brabant                                        | Voorouders van Johanna van Brabant                                        | Voorouders van Johanna van Brabant                                        | Voorouders van Johanna van Brabant                                        |
| ---------------------------------- | -------------------------------------------------------------------------- | -------------------------------------------------------------------------- | -------------------------------------------------------------------------- | -------------------------------------------------------------------------- | ------------------------------------------------------------------------- | ------------------------------------------------------------------------- | ------------------------------------------------------------------------- | ------------------------------------------------------------------------- |
| Overgrootouders                    | Jan I van Brabant (±1252–1294) ∞ 1273 Margaretha van Dampierre (1251-1285) | Jan I van Brabant (±1252–1294) ∞ 1273 Margaretha van Dampierre (1251-1285) | Eduard I van Engeland (1239-1307) ∞ 1254 Eleonora van Castilië (1241-1290) | Eduard I van Engeland (1239-1307) ∞ 1254 Eleonora van Castilië (1241-1290) | Filips III van Frankrijk (1245-1285) ∞ Maria van Brabant (1254–1321)      | Filips III van Frankrijk (1245-1285) ∞ Maria van Brabant (1254–1321)      | Filips van Artesië (1269-1298) ∞ Blanche van Dreux (1270-1327)            | Filips van Artesië (1269-1298) ∞ Blanche van Dreux (1270-1327)            |
| Grootouders                        | Jan II van Brabant (1275-1312) ∞ 1290 Margaretha van Engeland (1275-1333)  | Jan II van Brabant (1275-1312) ∞ 1290 Margaretha van Engeland (1275-1333)  | Jan II van Brabant (1275-1312) ∞ 1290 Margaretha van Engeland (1275-1333)  | Jan II van Brabant (1275-1312) ∞ 1290 Margaretha van Engeland (1275-1333)  | Lodewijk van Évreux (1276-1319) ∞ 1301 Margaretha van Artesië (1285-1311) | Lodewijk van Évreux (1276-1319) ∞ 1301 Margaretha van Artesië (1285-1311) | Lodewijk van Évreux (1276-1319) ∞ 1301 Margaretha van Artesië (1285-1311) | Lodewijk van Évreux (1276-1319) ∞ 1301 Margaretha van Artesië (1285-1311) |
| Ouders                             | Jan III van Brabant (1300-1355) ∞ +/-1311 Maria van Évreux (1303-1335)     | Jan III van Brabant (1300-1355) ∞ +/-1311 Maria van Évreux (1303-1335)     | Jan III van Brabant (1300-1355) ∞ +/-1311 Maria van Évreux (1303-1335)     | Jan III van Brabant (1300-1355) ∞ +/-1311 Maria van Évreux (1303-1335)     | Jan III van Brabant (1300-1355) ∞ +/-1311 Maria van Évreux (1303-1335)    | Jan III van Brabant (1300-1355) ∞ +/-1311 Maria van Évreux (1303-1335)    | Jan III van Brabant (1300-1355) ∞ +/-1311 Maria van Évreux (1303-1335)    | Jan III van Brabant (1300-1355) ∞ +/-1311 Maria van Évreux (1303-1335)    |
| Johanna van Brabant (1322-1404)    |                                                                            |                                                                            |                                                                            |                                                                            |                                                                           |                                                                           |                                                                           |                                                                           |